# شونسوکه اویاما
شونسوکه اویاما (انگلیسی: Shunsuke Oyama؛ زادهٔ ۶ آوریل ۱۹۸۶) بازیکن فوتبال اهل ژاپن است.
از باشگاه‌هایی که در آن بازی کرده‌است می‌توان به باشگاه فوتبال اوراوا رد دیاموندز اشاره کرد.